# بين ميرفي
بين ميرفي (بالإنجليزية: Ben Murphy)‏ هو ممثل أمريكي، ولد في 6 مارس 1942 في الولايات المتحدة.

## وصلات خارجية
- بين ميرفي على موقع IMDb (الإنجليزية)
- بين ميرفي على موقع إن إن دي بي (الإنجليزية)
- بين ميرفي على موقع قاعدة بيانات الفيلم (الإنجليزية)